# Concord (New Hampshire)
Pour les articles homonymes, voir Concord.
Concord (/kɔ̃.kɔʁd/ ; en anglais : /ˈkɑŋ.kɝd/) est la capitale de l'État du New Hampshire, aux États-Unis. Elle est également le siège du comté de Merrimack. Elle constitue la troisième ville la plus peuplée de l'État après Manchester et Nashua.
Concord se situe sur le fleuve Merrimack, au cœur d'une région agricole. Lors du recensement de 2010, elle compte 42 695 habitants.

## Histoire
Le site de Concord, le long du fleuve Merrimack, fut à l'origine occupé par les Amérindiens Pennacooks. Les colons européens s'y installèrent en 1720 sous la conduite du capitaine Ebenezer.

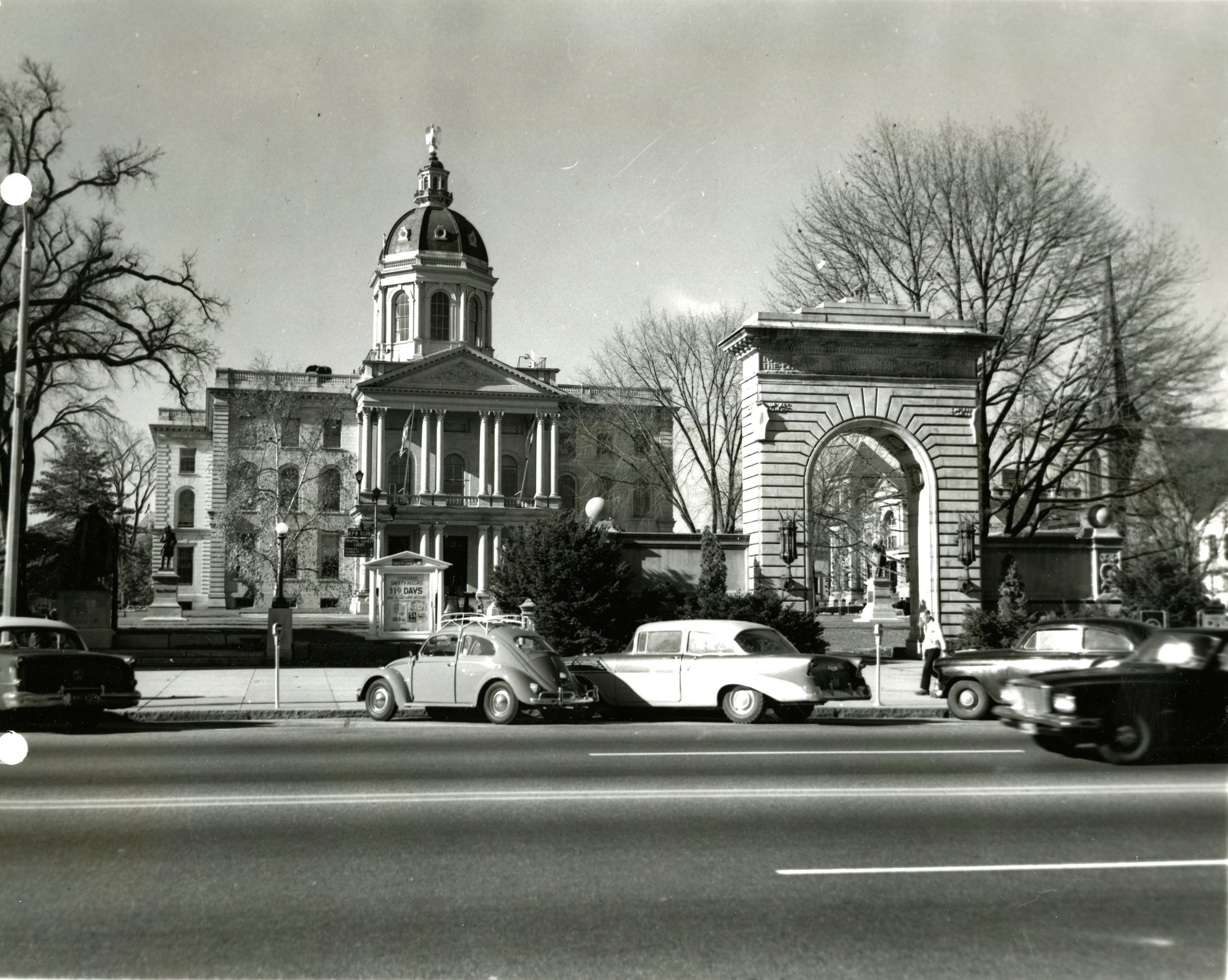
Le Capitole de l'État du New Hampshire à Concord, en 1962.

Les activités industrielles de Concord sont l'imprimerie, les équipements électroniques et de communications. Son célèbre granite blanc a servi à de nombreuses constructions. À l'origine comptoir commercial fondé par des colons européens en 1659, la ville doit son nom à l'unanimité de la réaction de ses habitants lors d'un différend entre l'État du Massachusetts et celui du New Hampshire, en 1741, qui revendiquaient tous deux la juridiction sur la ville. Le conflit fut tranché en faveur du New Hampshire, en 1762, et la ville devint la capitale permanente de l'État en 1808. Concord possède le plus vieux capitole des États-Unis encore en activité.

## Géographie
D'une superficie totale de 174,9 km2, la ville de Concord est traversée selon un axe nord-ouest – sud-est par le fleuve Merrimack.

## Démographie
| Groupe            | Concord | New Hampshire | États-Unis |
| ----------------- | ------- | ------------- | ---------- |
| Blancs            | 91,8    | 93,1          | 72,4       |
| Asiatiques        | 3,4     | 2,5           | 4,8        |
| Afro-Américains   | 2,2     | 1,4           | 12,6       |
| Métis             | 1,8     | 1,6           | 2,9        |
| Autres            | 0,5     | 1,0           | 6,4        |
| Amérindiens       | 0,3     | 0,2           | 0,9        |
| Total             | 100     | 100           | 100        |
|                   |         |               |            |
| Latino-Américains | 2,1     | 2,8           | 16,7       |

Selon l'American Community Survey pour la période 2011-2015, 92,10 % de la population âgée de plus de cinq ans déclare parler l'anglais à la maison, 1,12 % déclare parler le français, 0,91 % l'espagnol, 0,74 % une langue chinoise, 0,63 % une langue africaine et 4,51 % une autre langue.

## Transports
Concord possède un aéroport, le Concord Municipal Airport (code IATA : CON • code OACI : KCON). Cet aéroport n'a pas de liaisons régulières.